# Mountainbike-Marathon-Weltmeisterschaften 2004
Die Mountainbike-Marathon-Weltmeisterschaften 2004 fanden am 11. Juli in Bad Goisern am Hallstättersee in Österreich statt. Auf einer Strecke von 105,69 km waren insgesamt 3693 Höhenmeter zu bewältigen.

## Männer
| Platz | Land | Athlet              | Zeit         |
| ----- | ---- | ------------------- | ------------ |
| 1     | ITA  | Massimo de Bertolis | 4:37:32 Std. |
| 2     | FRA  | Thomas Dietsch      | + 2:20 min   |
| 3     | NED  | Bart Brentjens      | + 2:37 min   |
| 4     | AUT  | Martin Kraler       | + 3:52 min   |
| 5     | ITA  | Dario Acquaroli     | + 4:45 min   |
| 6     | ITA  | Marzio Deho         | + 6:00 min   |
| 7     | GER  | Stefan Sahm         | + 10:37 min  |
| 8     | AUT  | Alban Lakata        | + 11:15 min  |

Datum: 11. Juli 2004

Länge: 105,69 km

Insgesamt konnten sich 196 Fahrer klassieren. Bester Schweizer wurde Sandro Späth auf Rang 11 mit 13:04 Minuten Rückstand.

## Frauen
| Platz | Land | Athletin             | Zeit         |
| ----- | ---- | -------------------- | ------------ |
| 1     | NOR  | Gunn-Rita Dahle      | 5:28:12 Std. |
| 2     | RUS  | Irina Kalentieva     | + 19:44 min  |
| 3     | SLO  | Blaža Klemenčič      | + 21:32 min  |
| 4     | SUI  | Andrea Huser         | + 23:34 min  |
| 5     | AUT  | Doris Posch          | + 27:18 min  |
| 6     | SUI  | Daniela Louis        | + 32:36 min  |
| 7     | SUI  | Dolores Mächler-Rupp | + 33:53 min  |
| 8     | AUT  | Martina Deubler      | + 37:58 min  |

Datum: 11. Juli 2004

Länge: 105,69 km

Insgesamt konnten sich 46 Fahrerinnen klassieren. Beste Deutsche wurde Katrin Schwing auf Rang 11 mit 45:03 Minuten Rückstand.